# 제시 (2011년 시트콤)
《제시》(영어: Jessie)는 미국 디즈니 채널에서 2011년 9월 30일부터 2015년 10월 16일까지 방영된 시트콤이다.

## 줄거리
이 시트콤의 주인공 제시 프레스콧(데비 라이언 Debby Ryan)은 텍사스의 군사 기지에서 엄격한 군인 아버지와 살다 꿈을 이루러 뉴욕으로 이사를 온다. 제시는 유모로 일하지 않겠느냐는 제안을 받아들이고, 어퍼 웨스트 사이드의 백만 달러 펜트하우스에서 유명하고 부유한 커플 모건과 크리스티나 로스의 아이들의 유모가 된다. 로스 아이들은 에마, 루크, 라비, 주리이며, 라비는 미스터 키플링(나중에 미세스 키플링이라는 것을 알게 됨)이라는 물왕도마뱀도 키운다. 제시는 사랑하는 로스 아이들과 함께 우여곡절 많은 새 인생을 살게 된다. 그 밖에도 제시는 자신의 일을 싫어하고 모든 것을 귀찮아하는 로스 가족 집사 버트럼 윙클(케빈 챔벌린 Kevin Chamberlin) 그리고 로스 가족이 사는 빌딩의 도어맨 토니 치콜리니(크리스 갈야 Chris Galya)에게 많은 도움을 받는다.

## 등장인물
- 제시 프레스콧 (데비 라이언 Debby Ryan) 은 텍사스 포트 후드의 군사 기지에서 자란 이상주의적인 소녀이다. 최근 고등학교를 졸업한 뒤에 아버지에게 반항하며 군에 입대하지 않고 배우가 되기 위해 뉴욕으로 이사를 오지만 예기치 않은 사건으로 지갑도 잃어버린 채로 로스 가족이 사는 빌딩 앞에 버려지고 결국 네 로스 아이들의 유모가 되었다. 제시와 로스 아이들은 서로를 짜증나게 하기도 하지만 속으로는 서로를 위하고 제시는 가끔씩은 과잉보호를 하기도 한다. "Make New Friends, but Hide the Old" 에서는 제시가 외동딸이라는 것이 밝혀졌다. 또한, 제시의 연애 인생은 복잡하고 조금은 슬프지만, "The Rosses Get Real" 편을 제외하고는 아이들은 제시가 전 남자친구 이야기를 하는 것을 지루해한다.
- 에마 로스(페이튼 리스트 Peyton List)는 조금은 자기 중심적이고 이기적이며 패션을 좋아하는 소녀이다. 에마는 로스 4남매 중에서 맏이이며 모건과 크리스티나의 유일한 생물학적 딸이다. 대부분의 시간을 주리와 보내고 라비와도 가끔 시간을 보내지만 시즌 1에서는 남동생 루크 로스를 별로 좋아하지 않지만, 시즌 2에서는 Kitty Couture이라는 익명 패션 블로거로 활동하며 루크와 친해진다. 에피소드 "Karate Kid-tastrophe"에서 풀네임은 Emma Evangeline Ross 라고 밝혀진다.
- 루크 로스(캐머런 보이스 Cameron Boyce)는 장난스럽고 교활한 소년으로 디트로이트에서 태어나 입양되었으며 비디오 게임, 브레이크 댄스, 그리고 문제를 일으키는 것을 좋아한다. 자신을 Ladies' Man 이라고 부르며 첫 에피소드에서는 제시와 데이트를 하기 위해 노력하기도 한다. One day Wonders, Creepy Connie, Krumping and Crushing 등 여러 에피소드에서 춤을 매우 잘 춘 다는 것이 밝혀진다. 루크는 로스 아이들 중에서 둘째이며 라비와 버트럼과 친한다. "The kid Whisperer", "Lizard Scales and Wrestling Tales"에서 정식 이름은 Lucas Philbert Ross 라고 밝혀진다.
- 라비 로스 (카란 브라 Karan Brar) 인도 서부 벵골에서 태어나고 10년 반동안 자란 예의 바르고 똑똑한 소년이며 최근에 입양되었다. 라비는 인도를 무척 좋아하지만 미국에서의 새로운 삶을 즐긴다. 라비는 로스 아이들 중에서 셋째이며 루크와 많은 시간을 보내지만 다른 아이들과 다르게 에마, 주리와도 별로 싸우지 않는다. 라비는 인도에서 데려온 물왕도마뱀 미스터 키플링(The secret life of Mr. Kipling에서 미세스 키플링이라는 것을 알게 됨) 과도 아주 가깝다.
- 주리 로스(스카이 잭슨 Skai Jackson)은 우간다에서 입양된 강하고 재치 있는 소녀이다. 주리는 창의적이며 유니콘, 무지개, 인어, 컨트리 뮤직을 좋아한다. 또한 어리기 때문에 인형이 많고 Milly the Mermaid 라는 상상적인 친구도 있었지만 The secret life of mr. kipling 에서는 밀리를 떠나보낸다. 주리는 막내이지만 꽤 성숙하며 루크와 장난을 치기도 한다.
- 버트럼 윙클(케빈 체임벌린 Kevin Chamberlin)은 로스 가족의 집사이다. 그는  매우 게으르지만 제시를 그래도 도와준다. "The Kid Whisperer"에서는 물건을 버리지 못한다는 것이 드러났고, "Tempest in a Teacup"에서 폐쇄공포증이 있음이 밝혀졌다. 그는 또한 오페라 음악과 밴드를 좋아하고, 에피소드 One day wonders에서 성이 Winkle(윙클) 이라고 밝혀진다.

## 기타 등장인물
- 미세스 키플링(프랭크)는 라비가 인도에서 데려온 7피트 짜리 물왕도마뱀으로, 처음에는 미스터 키플링인줄 알았지만 The secret Life of Mr. Kipling에서 정체가 밝혀졌다. 또한, Mowgli, Sanjay, Gupta, Slumdog, Kumar, Ravi Jr., Rikki, Tikki, Tavi, Mohandas, Padma 라는 도마뱀들을 낳았다.

- 로다 채스터필드 (캐롤린 헤네시)는 까칠하고 냉정하며, 어린 사람들을 싫어하며 여섯 번이나 결혼을 한 것으로 알려졌다. 강아지 제우스를 아주 사랑하며, 부자였던 전 남편들 덕분에 아주 돈이 많다.

- 스튜어트 우튼 (J.J.Toah)은 로스 가족 펜트하우스가 있는 빌딩에 살며, 똑똑하고 주리를 좋아하는 소년이다.

- 피티 경관 (조이 리처)는 경찰이지만 연극을 더 좋아하며 별로 좋은 경찰은 아니다. 또한, 경찰학교에 가지 않은 것으로 밝혀졌다.

- 로지(켈리 굴드)는 에마의 절친으로 위험하고 가난하며 범죄가 가득한 곳에서 왔지만 사실은 착하며, Trashin Fashion 편에서 에마의 블로그를 찍는 것을 도와주기도 하지만 Kids don't wanna be Shunned 편에서 브렌 편을 들며 에마와의 사이가 나빠지기도 한다.

- 아가다 (제니퍼 빌)은 영국에서 온 유모로 Worldwide Web of lies에서 제시를 해고시키려고 Toddler Taddler 라는 블로그에 제시의 사진을 올리기도 한다. 앤젤라 라는 쌍둥이 동생이 있다.

- 코니 톰슨 (시에라 맥코믹) 은 루크를 너무 좋아하여 루크와 사귀려 케니 코알라를 훔치기도 하고, 루크와 키스하려 제시의 연극을 거의 망치기도 하고, 루크를 납치해 결혼식을 올리려고 하기도 한다. 또한, 해리 포터의 광팬으로 알려져 있다.

- 부머 (Lombardo Boyar)는 에마의 새 보스이며 코니의 삼촌이다.

- 브룩스 Wentworth (피어슨 포데)는 제시의 새 남자친구이며 제시와 결혼할 뻔 하기도 한다. 로다 체스터필드의 아들이고, 제시와 결혼해 같이 아프리카로 가려고 하였지만 제시가 로스 아이들을 남겨 두고 갈 수 없다고 하여 결국 결혼식날 무산되고 브룩스만 아프리카로 떠나 새 여자친구를 만난다.

## 제작
이 시리즈는 데비 라이언과 The Suit Life on Deck에서 같이 일한 적이 있는 Pamela Eells O'Connell에 의해 제작되었으며, 특히 데비 라이언의 재능을 보여주기 위해 제작되었다.
2011년 5월, 디즈니 채널은 로스 가족을 캐스팅 하기 시작하였다. 캐스팅이 확정되기 로스 아이들의 어머니 크리스티나는 원래 '판도라'라는 사진 작가였고, 첫째 에마의 역은 원래 '애너벨'이었으며, 루크는 히로라는 한국에서 입양 된 소년이었다. 또한, 라비의 역할은 남미에서 입양된 소년 '자비어'로 물왕도마뱀 대신 카피바라를 애완동물로 가지고 있었다.

### 촬영
이 시트콤은 캐스팅이 끝난 뒤 파일럿 에피소드를 건너뛰고 바로 제작에 들어갔다. 촬영은 2011년 6월 Hollywood Center Studio의 Stage 3/8에서 시작되었다. 시즌 1은 원래 13개의 에피소드가 있었지만 디즈니 채널은 7개의 에피소드를 더 넣기로 결정해 시즌 1은 20개의 에피소드로 마무리되었다.
2015년 2월 25일, 디즈니 채널은 제시가 시즌 4를 마지막으로 끝나 총 101개의 에피소드로 마무리할 것이라고 발표하였다.

## 기타
- 제시의 파일럿 에피소드는 제시가 디즈니 채널에서 개봉하기 일주일 전 iTunes Store를 통해 무료 다운로드로 출시되었다. 제시는 The suite life on deck가 데뷔한 2008년 9월 이후 금요일에 디즈니 채널에서 가장 많이 시청 된 방송이 되었다. 제시의 첫 방송은 460만명의 시청자를 돌파하며 오후 9시 방송 1위에 올랐으며, 제시의 에피소드 중 가장 많은 시청자가 있었던 에피소드는 731만명 시청자의 에피소드 "Star wars"이다.

- 이 시리즈는 2011년 9월 30일 캐나다를 시작으로 2011년 11월 25일 호주와 뉴질랜드, 2011년 12월 17일 싱가포르에서 첫 방송을 하였다. 또한, 2012년 2월 17일에는 영국과 아일랜드, 2012년 4월 1일에는 남아프리카 공화국에서 방송되었다.
- 에마 로스 역의 페이튼 리스트, 라비 로스 역의 카란 브라, 그리고 주리 로스 역의 스카이 잭슨이 출연하는 스핀 오프 키키와카 캠프(Bunk'd)는 2015년 7월 31일 루크 로스 역의 캐머런 보이스가 출연한 영화 Descendants 디센던츠 의 개봉 직후 방송되었다.
- 크로스 오버 에피소드 :
- Austin & Jessie & Ally All star new year Good luck jessie : NYC christmas Ultimate spider-man : web-warriors Jessie's Aloha-holidays with parker and joey